# La Puebla de los Infantes
La Puebla de los Infantes er en by og kommune i det sydlige Spanien i provinsen Sevilla. Den har et indbyggertal på 2.927 (2024) indbyggere.